# Peder Lykkeberg
Peder Rudolph Lykkeberg (ur. 11 lutego 1878 w Skanderborgu, zm. 23 grudnia 1944 w Kopenhadze) – duński pływak, uczestnik Letnich Igrzysk Olimpijskich 1900 w Paryżu. Zdobywca brązowego medalu w pływaniu podwodnym.